# Charīs Doukas
Charīs Doukas (in greco Χάρης Δούκας?; Atene, 12 maggio 1980) è un politico e ingegnere greco, sindaco di Atene dal 1º gennaio 2024.

## Biografia

### Studi e carriera
Doukas consegue la laurea in ingegneria meccanica presso l'Università Aristotele di Salonicco. Il suo campo è legato perlopiù allo sviluppo di sistemi di supporto alle decisioni per la politica energetica e climatica, ponendo il fattore umano al centro dei processi di modellazione e di elaborazione delle politiche verso lo sviluppo sostenibile.
È autore di ben 150 pubblicazioni su riviste scientifiche internazionali.
Insegna politica energetica e management presso la facoltà di elettrotecnica e ingegneria informatica all'Università tecnica nazionale di Atene.

### Carriera politica
Nell'agosto 2023 annuncia la sua candidatura a sindaco di Atene con il supporto di PASOK in vista delle elezioni previste per l'8 ottobre, risultando eletto al ballottaggio con il 55,97% dei voti e battendo il sindaco uscente di Nuova Democrazia Kōstas Mpakogiannīs.